# Tulipa anisophylla
Tulipa anisophylla är en liljeväxtart som beskrevs av Aleksei Ivanovich Vvedensky. Tulipa anisophylla ingår i släktet tulpaner, och familjen liljeväxter. Inga underarter finns listade.